# Тигани (Мани)
Тига́ни (греч. Τηγάνι) — мыс в Греции. Вдаётся в залив Месиниакос Ионического моря, на западном побережье полуострова Мани. Административно относится к общине Анатолики-Мани в периферийной единице Лакония в периферии Пелопоннес. Наивысшая точка 65 м над уровнем моря. Расположен к северо-западу от мыса Тенарон, к западу от деревни Мезапос, вдаётся в залив и закрывает с запада бухту Мезапос.
Мыс представляет собой узкую каменистую полоску земли, вдающуюся в море на 1700 м и похожую в плане на ручку сковороды (τηγάνι).

## Замок на мысе Тигани
На мысе находятся остатки византийского замка, вероятно, построенного в VI веке при императоре Юстиниане (527—565) и заброшенного в VII веке. Замок построена на естественном укреплённом месте, на почти круглой в плане крутой скале, на высоте 50 м над уровнем моря.
Исследователями замок на Тигани отождествляется с крепостью Майна (греч. Μαΐνη), которая являлась военным и административным центром полуострова Мани.  Эпиграфические данные подтверждают присутствие на Тигани императорского флота, контролировавшего морские пути в период конфликтов с базировавшимися на Крите арабами. Надпись X века, вырезанная на мраморной детали базилики на мысе Тигани, упоминает в качестве донатора комита Дакия, военачальника императорского флота.
Некоторыми исследователями замок на Тигани отождествляется с франкской крепостью Великая Майна, которая была построена согласно «Морейской хронике» около 1248—1250 гг. Гильомом II де Виллардуэном, князем Ахейским на западном побережье полуострова Мани. Согласно компромиссной версии, это византийская крепость Майна, а франкская крепость Майна располагалась в другом месте.
Сохранились бассейны крепости и части стен, в том числе полуразрушенная стена с башней на западе, на юго-западе древняя стена с циклопической кладкой и на востоке наиболее сохранившаяся часть с элементами эпохи Юстиниана.
В районе крепости разрушенные башни и византийские церкви, а также остатки некрополя с множеством могил, датируемых до VII века. Находки из могил выставлены в Византийском музее Афин.

## Базилика на мысе Тигани
Внутри укрепленного поселения на мысе Тигани, профессор Николаос Драндакис и его сотрудники открыли большую трёхнефную базилику над более ранним кладбищем. Сооружение базилики может быть отнесено к концу VII века, по другой версии — ко второй половине X или к началу XI века. Здание имеет три трёхгранные апсиды, нартекс и представляет собой упрощённый тип базилики Никона Метаноита в Спарте. Во второй половине — конце XII века храм был перестроен без изменения архитектурного типа и украшен мраморными деталями. Расположение базилики внутри укрепленного пункта, архитектурный тип и крупнейший на полуострове размер позволяют считать её епископским храмом. Здание привнесло в регион изящный стиль, чуждый местной зодческой традиции. Вероятно, базилика на мысе Тигани послужила архитектурным прототипом для последующего церковного строительства.

## Панагия, Одигитрия или Агитрия
К югу от мыса Тигани находится пещера, в входа которой построен византийский крестово-купольный храм Агитрия (Αγήτρια), Панагия или Одигитрия (Одийитрия, Παναγία η Οδηγήτρια), датируемый 1200 годом. Пещера упоминается в «Морейской хронике». Фрески сербская исследовательница Светлана Томекович датирует началом XIII века. Николаос Драндакис склонен относить их к концу XIII века. Есть и более новые фрески 1808 года.